# ألكسي جاستيف
ألكسي جاستيف (بالروسية: Гастев, Алексей Капитонович)‏ (و. 1882 – 1939 م) هو شاعر، وكاتب، ونقابي، وكاتب خيال علمي من الإمبراطورية الروسية، والاتحاد السوفيتي . ولد في سوزدال.
وهو عضو في الحزب الشيوعي السوفيتي .

## جوائز
حصل على جوائز منها:
- وسام الراية الحمراء
- وسام الراية الحمراء من حزب العمال.